# Gunung Prajah
Gunung Prajah är ett berg i Indonesien.   Det ligger i provinsen Aceh, i den västra delen av landet, 1 600 km nordväst om huvudstaden Jakarta. Toppen på Gunung Prajah är 1 527 meter över havet.
Terrängen runt Gunung Prajah är kuperad åt nordost, men åt sydväst är den bergig.Runt Gunung Prajah är det mycket glesbefolkat, med 3 invånare per kvadratkilometer. I omgivningarna runt Gunung Prajah växer i huvudsak städsegrön lövskog.